# Língua bulgárica
A língua bulgárica, ou búlgaro do Volga (também conhecido como Bulghar, Bolgar ou Bolghar), é uma língua turcomana do ramo ogúrico extinta falada pelos búlgaros do Volga.
O nome é derivado dos búlgaros, uma associação tribal que estabeleceu o estado búlgaro conhecido como Antiga Grande Bulgária em meados do século VII, dando origem à Bulgária Danubiana na década de 680. Embora a língua tenha sido extinta inicialmente na Bulgária Danubiana (em favor do búlgaro antigo), ela persistiu na Bulgária do Volga, mas mesmo lá foi eventualmente substituída pela moderna língua chuvaxe. Além do chuvaxe, o búlgaro é a única língua a ser definitivamente classificada como uma língua turca ogúrica.